# И Сунце је звезда
И Сунце је звезда (енгл. The Sun Is Also a Star) амерички је тинејџерски љубавни филм из 2019. Режију потписује Рај Русо Јанг, по сценарију Трејси Оливер. Темељи се на истоименом роману ауторке Николе Јун. Главне улоге тумаче Јара Шахиди и Чарлс Мелтон.
Добио је помешане рецензије критичара и зарадио скоро 7 милиона долара широм света. Представља први тинејџерски љубавни филм који је произвео већи холивудски студио с Азијским Американцем (Мелтон) у главној улози.

## Радња
Романтични младић Данијел, који треба да крене на колеџ, и прагматична Наташа Кингсли, рођена на Јамајци, упознају се и заљубљују током једног чаробног дана усред њујоршке вреве. Одмах долази до варница између ово двоје странаца који се не би упознали да их судбина није спојила.
Имајући само неколико сати пре него што заувек напусти Сједињене Америчке Државе, Наташа се одупире депортацији која чека њену породицу, колико и осећањима према Данијелу који је убеђује да је њима двома суђено да буду заједно.

## Улоге
| Глумац            | Улога            |
| ----------------- | ---------------- |
| Јара Шахиди       | Наташа Кингсли   |
| Чарлс Мелтон      | Данијел Џе Хо Бе |
| Хил Харпер        | Лестер Барнс     |
| Гбенга Акинагбе   | Самјуел Кингсли  |
| Џејк Чој          | Чарлс Бе         |
| Џон Легвизамо     | Џереми Мартинез  |
| Миријам А. Хајман | Патриша Кингсли  |
| Кионг Сим         | Де Хун Бе        |
| Кети Шим          | Мин Су Бе        |